# أروين
أروين ابنة ملك الآلف في مجموعة سيد الخواتم مثال لرؤية الخير النقاء والصفاء كان لها دور بارز في إنقاذ فرودو من الموت وكذلك وهبت الحياة لأراغورن، وملكت قلبه منذ بداية القصة واختارت بنفسها أن تكون فانية لتنال حبه وتتزوجه، رأى والدها مدى عشقها الشديد له وأثر تضحيتها في سبيل تحقيق حلمها بالزواج منه. تغلب أراغورن على قوى الشر ساعد على إنقاذ حياتها في نهاية القصة حيث مرت بوهن شديد توازى مع نمو قوى الشر.